# 정도윤
정도윤은 드라마 작가이다.

## 집필 작품
- 2010 KBS 월화드라마 《구미호: 여우누이뎐》(공동집필)
- 2011 KBS 월화드라마 《동안미녀》(공동집필)
- 2014 SBS 특집드라마 《엄마의 선택》(극본)
- 2015 SBS 주말드라마 《너를 사랑한 시간》(극본, 이하나 작가와 공동집필, 중도하차)
- 2017 KBS 월화드라마 《마녀의 법정》(극본)
- 2021 MBC 수목드라마 《미치지 않고서야》 (극본)

## 수상 경력
- 2009년 KBS 미니시리즈극본공모 우수상